# 簾幔、壺與水果靜物
《簾幔、壺與水果靜物》（法语： Rideau, Cruchon et compotier）是法国艺术家保罗·塞尚于1893年至1894年创作的布面油画。这是一幅布置井然的静物构图，展示了塞尚对物体形式、平衡和对称性的探索。这幅画在1999年5月10日的苏富比拍卖会上以6050万美元的价格售出，成为有史以来拍卖价格最高的静物画。

## 背景
塞尚在他的整个艺术生涯中探索了各种題材，包括风景画和肖像画，但一再回到静物主题。静物是一种在历史上被艺术视为缺乏想象力的題材，但塞尚藉著對日常物品的关注来挑战传统。 他特别喜欢水果，他用水果来探索物体之间的对应关系以及构图的和谐与平衡。雖然他的物体看似随机放置，但這些圖像是經過精心构造，用来試驗透視效果。 
塞尚对艺术中的光学探索着迷。他的静物画是对物体几何形式的研究，也是对我们眼睛观察物体的变化方式的研究。他试图从不同的角度描绘物体，捕捉视觉图像的复杂性。他写道：“寫生不是临摹物體，而是体会自己的感觉”。
塞尚的独特笔触和对繪畫主题的扭曲最终影响了20世纪的新艺术风格，如立体主义。
这幅画是对其主题名称的形式化表徵，描绘了一张木桌，上面放着大陶罐和堆满苹果和橘子的果盆。在画的左边，有幅窗帘挂在帶有图案的墙壁前。一块白布被铺在桌子上，各种水果被放置在白布的褶皱中。构图显示了对轮廓的研究和物体的对称性。陶罐以独特的方式被描绘出来，与普通的透视法相矛盾，并与水果的形状和构图中的其他元素相适应。物体的丰富色彩被单独呈现出来，有各种不同的色调。

## 出处
这幅画归保罗·高更所有，随后归安布罗斯·沃拉德、科内利斯·霍根迪克、保罗·罗森伯格、阿尔伯特·巴恩斯和卡罗尔·卡斯泰尔斯画廊所有。 1999 年 5 月 10 日，这幅画在纽约市苏富比拍卖行以60502500美元（相当于2020年的90万美元 ）的价格售出，创下了惠特尼家族收藏的拍卖纪录。亿万富翁肯·格里芬买下这幅画納進其私人收藏。這幅畫後來於1999年8月以未公開的價格私下轉售給史提芬·永利。

## 其他版本

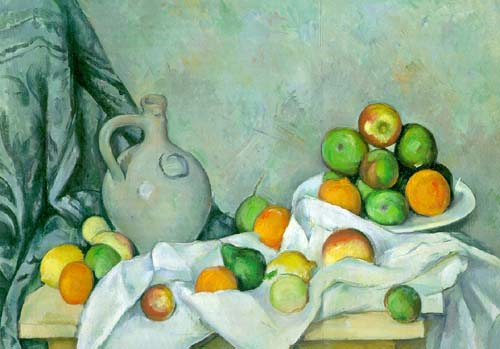

塞尚在同一年以同名標題繪製作品的第二個版本，屬於私人收藏。

## 外部連結
- Artnet （页面存档备份，存于）